# 장수소방서
장수소방서(長水消防署, jangsu Fire Station)는 전북특별자치도 장수군, 무주군을 관할하는 전북특별자치도 소방본부 산하의 소방서이다.
소방서장은 소방정(4급 상당)으로 보한다.

## 연혁
- 2021년 2월 10일 : 진안소방서 분리로 장수소방서로 명칭 변경
- 2023년 7월 1일 : 무주소방서 분리

## 조직
| - 소방행정과 - 소방행정계 - 예산장비계 | - 대응구조과 - 대응구조계 - 예방안전계 | - 현장기동단 - 지휘조사팀 |

## 관할센터 및 관할구역
장수소방서는 3개의 119안전센터와 1개의 구조대를 산하에 두고 있다.
| 명칭                 | 사진 | 주소                       | 관할구역                              | 지역대                      |
| -------------------- | ---- | -------------------------- | ------------------------------------- | --------------------------- |
| 장계119안전센터      |      | 장수군 장계면 육십령로 136 | 장수군 장계면, 계남면, 계북면, 천천면 |                             |
| 장수119안전센터      |      | 장수군 장수읍 호비로 42    | 장수군 장수읍, 산서면, 번암면         | 산서119지역대 번암119지역대 |
| 구천동119안전센터    |      | 무주군 설천면 구천동1로 54 | 무주군 설천면, 무풍면                 | 설천119지역대               |
| 장수소방서 119구조대 |      | 장수군 장계면 육십령로 136 | 전라북도 장수군 일원                  |                             |

## 같이 보기
- 무진장 (지역)
- 대한민국 소방청
- 대한민국의 소방
- 소방관 계급